# Angela Lindvall
Angela Lindvall (Midwest City, Oklahoma, 1979. január 14. –) amerikai modell, színésznő.

## Élete
Lindvall, Midwest City-ben, Oklahomában született apja Randall Lindvall, gyógyszerész és anyja Laura Rasdall terapeuta és masszőr lányaként. A Lee's Summit-ban járt Missouriban, majd a Lee's Summit High School-ban folytatta tanulmányait. Barátai tanácsára kezdett el modellkedni, bár húga Michelle is modell szeretett volna lenni. Tizenévesen nagy rajongója volt Marilyn Monroenak. 14 éves korában egy kansasi divatbemutatón figyeltek fel rá, majd szerződést ajánlott neki az IMG.
Lindvall számos neves magazin címlapján szerepelt, mint például az Elle, Harper's Bazaar, Marie Claire, Numero, és a Vogue. Majd 2000-ben, 2003-ban, 2005-ben, 2006-ban, 2007-ben és 2008-ban a Victoria’s Secret modellje volt, de a Fendi, Calvin Klein, Christian Dior, Tommy Hilfiger, Jil Sander, Chanel, Versace és a H & M kampányában is szerepelt. Ő volt a spanyol Zara "high street" 2007-es tavaszi/nyári kampányának arca.
Színésznőként szerepelt a 2001-ben a CQ-ban és a 2005-ös Durr, durr csókban is.
Lindvall lelkes környezetvédő és vegetáriánus, alapítója és elnöke a College Foundation-nek, amely a fiatalok környezettudatos nevelését és a fenntartható fejlődés eszméjét tűzte ki célul. A szervezet tagja Leonardo DiCaprio is. 2004-ben és 2005-ben ő kapta a Sustainable Style Foundation, Legjobban öltözött környezetvédő díját.
Férje William Edwards búvár, két fia van William Dakota (2002) és Sebastian (2005). Húga az egykori IMG-modell, Audrey Lidvall 2006. augusztus 2-án halt meg közúti balesetben. (Barátjával biciklizett, és egy teherautó elütötte.)

## Filmjei
| Év   | Cím                | Eredeti cím         | Szerep              |
| ---- | ------------------ | ------------------- | ------------------- |
| 2001 | CQ                 | CQ                  | Valentine/Dragonfly |
| 2005 | Durr, durr és csók | Kiss Kiss Bang Bang | Flicka              |
| 2008 | Pearlblossom       | Pearlblossom        |                     |

## Fordítás
- Ez a szócikk részben vagy egészben  az   Angela Lindvall című angol Wikipédia-szócikk fordításán alapul.  Az eredeti cikk szerkesztőit annak laptörténete sorolja fel. Ez a jelzés csupán a megfogalmazás eredetét és a szerzői jogokat jelzi, nem szolgál a cikkben szereplő információk forrásmegjelöléseként.